# Jay Leno
James Douglas Muir "Jay" Leno (sinh ngày 28 tháng 4 năm 1950) là một nam người dẫn chuơng trình, diễn viên và nghệ sĩ hài người Mỹ.

## Tiểu sử
Leno sinh ra ở New Rochelle, New York vào ngày 28 tháng 4 năm 1950.